# Caryophyllia solida
Caryophyllia solida är en korallart som beskrevs av Stephen D. Cairns 1991. Caryophyllia solida ingår i släktet Caryophyllia och familjen Caryophylliidae. IUCN kategoriserar arten globalt som otillräckligt studerad. Inga underarter finns listade i Catalogue of Life.